# Batrachedra lomentella
Batrachedra lomentella is een vlinder uit de familie van de smalvleugelmotten (Batrachedridae). De wetenschappelijke naam van de soort is voor het eerst geldig gepubliceerd in 1907 door Walsingham.